# Góra Świętej Katarzyny
Góra Świętej Katarzyny (arab. جبل كاثرين, Dżabal Katrina) – szczyt górski położony w południowej części półwyspu Synaj w muhafazie Synaj Południowy (Park Narodowy Świętej Katarzyny). Wznosi się na wysokość 2629 m n.p.m. i jest najwyższym szczytem Egiptu oraz Synaju.
U podnóża góry znajduje się klasztor Świętej Katarzyny, wpisany w 2002 na listę światowego dziedzictwa UNESCO. Na szczycie znajduje się niewielka kaplica św. Katarzyny, w miejscu gdzie według tradycji, zostało umieszczone przez anioły ciało osiemnastoletniej świętej Katarzyny z Aleksandrii, zamordowanej na przełomie III i IV w. chrześcijanki. W X w. mnisi-pustelnicy znieśli na dół szczątki świętej i umieścili je w złotej trumnie w klasztorze św. Katarzyny. Od tego czasu szczyt nazwany został na jej cześć, a miejsce to zaczęto łączyć z jej kultem. 

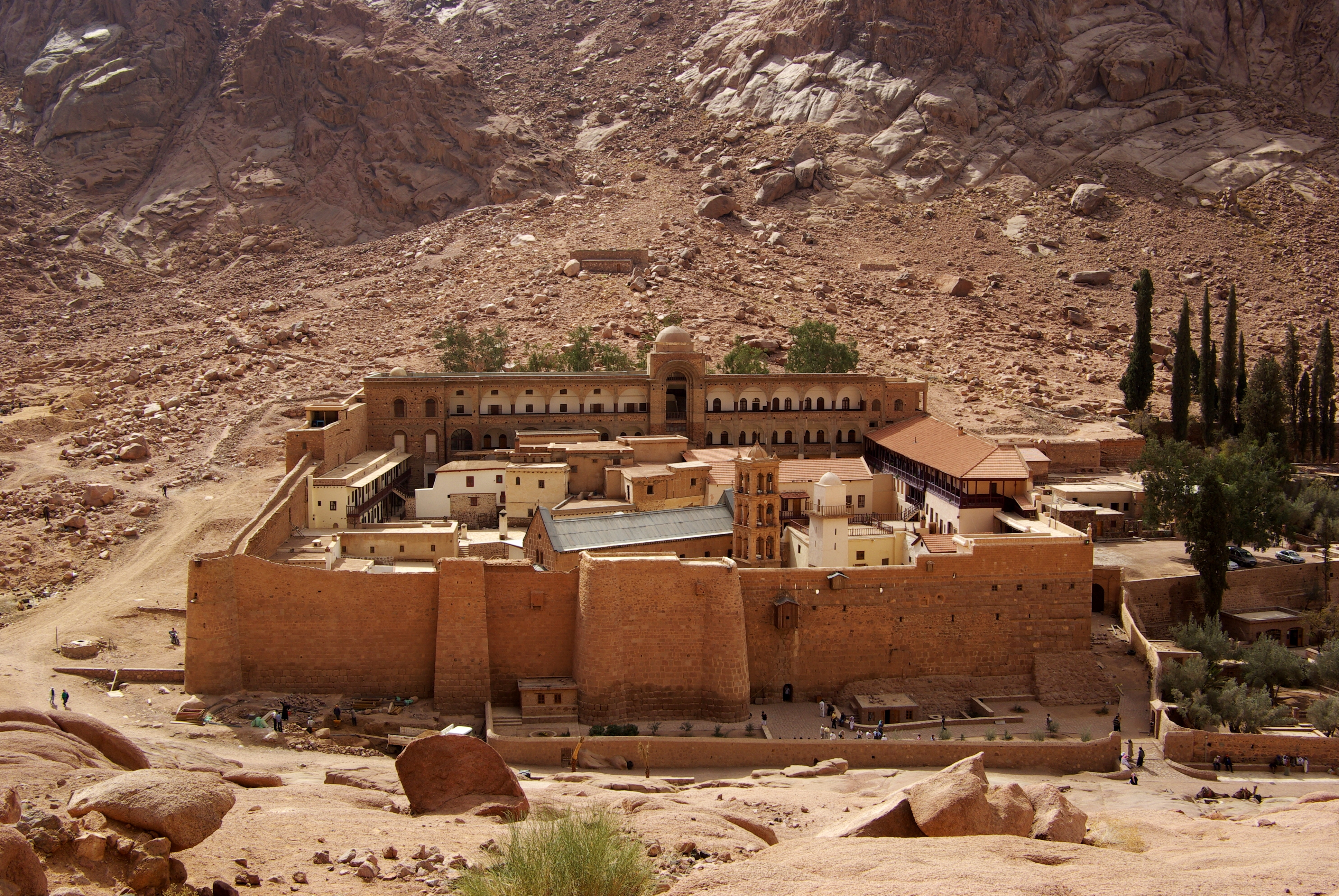
Klasztor św. Katarzyny